# Битва під Болчу
Битва під Болчу — битва що відбулася в 711 році між Тюркським Каганатом та Тургами.

## Передумови
В VII сторіччі Тюркський Каганат був роздроблений на кілька менших державних утворень та частково окупований Династією Тан.
Головними конкурентами у конфлікті були Другий тюркський каганат і Племінна конфедерація турганів.
Мотивом конфлікту виступало право на спадкоємство Тюркського Каганату, за традицією тюрків після розколу каганату право на наслідування отримує східніша частина каганату, що своєю чергою викликало міжусобиці та конфлікти за владу і незалежність.

## Перебіг подій
Перед початком битви у таборі Тюргесів відбулася зрада, брат кагана Соге втік до Кутлуцького каганату.
Проте попри втечу армія Соге все одно була більшою і становила до 100000 воїнів.
Перед початком великої битви передові загони Тоньюкука завдали поразки гарнізонам турганів. Та попри незначущість перемоги у територіальному плані, вона принесла паніку в лави командувачів кагана Соге. Після цього тюрки атакували деорганізовані загони союзних племен загнавши їх до річки Булган-Гол що знаходиться в Джунгарії.
Після двох днів битви Тюркський Каганат переміг.

## Результат
Після перемоги, тюрки стратили Соге та інших командувачів тюргів.
Другий тюркський каганат захопив територію тюргів, проте вони не проправили там довго через наступні конфлікти з арабами і місцевими племенами.